# Michael Berling
Michael Berling (* 24. April 1982 in Aarhus) ist ein dänischer Bahn- und Straßenradrennfahrer.
Michael Berling wurde im Jahr 1999 zum ersten Mal dänischer Bahnrad-Juniorenmeister in der Disziplin Punktefahren, im Jahr 2000 Juniorenmeister in der Mannschaftsverfolgung und 2002  U23-Meister in der Einerverfolgung. In den nächsten drei Jahren wurde er bei den Senioren dreimal hintereinander Meister in der Mannschaftsverfolgung und 2004 und 2005 in der Disziplin Madison. In der U23-Klasse konnte er auch schon die UIV Cups in Gent, München und Kopenhagen für sich entscheiden und gewann bei der Europameisterschaft 2004 die Silbermedaille im Madison.
Auf der Straße wurde Berling 2002 dänischer U23-Vizemeister im Straßenrennen. In der Saison 2007 konnte er das Eintagesrennen Fyen Rundt für sich entscheiden. 2010 gewann er das Rutland-Melton International CiCLE Classic. Im August 2013 bestritt er sein letztes Rennen in der Elite.

## Erfolge
1999
- Dänischer Junioren-Meister – Punktefahren

2000
- Dänischer Junioren-Meister – Mannschaftsverfolgung (mit Mads Christensen, Dan Hjernø und Kristian Busk Jensen)

2002
- Dänischer Meister (U23) –  Einerverfolgung

2003
- Dänischer Meister – Mannschaftsverfolgung (mit Casper Jørgensen, Alex Rasmussen und Jakob Dyrgaard)

2004
- Europameisterschaft (U23) – Zweier-Mannschaftsfahren (mit Alex Rasmussen)
- Dänischer Meister – Mannschaftsverfolgung (mit Casper Jørgensen, Alex Rasmussen und Jakob Dyrgaard), Zweier-Mannschaftsfahren (mit Alex Rasmussen)

2005
- Dänischer Meister – Mannschaftsverfolgung (mit Casper Jørgensen, Alex Rasmussen und Jakob Dyrgaard), Zweier-Mannschaftsfahren (mit Alex Rasmussen)

2010
- Rutland-Melton International CiCLE Classic

## Teams
- 2006: Glud & Marstrand Horsens
- 2007: Glud & Marstrand Horsens
- 2008: Glud & Marstrand Horsens
- 2009: Glud & Marstrand Horsens
- 2010: Glud & Marstrand-LRØ Rådgivning
- 2011: Glud & Marstrand-LRØ
- 2013: Concordia Forsikring-Riwal